# Andrey Chugay
Andrey Chugay (né le 17 janvier 2000) est un coureur cycliste kazakh. Il est spécialiste des épreuves de vitesse sur piste.

## Biographie
Chez les juniors (17/18 ans), Andrey Chugay remporte plusieurs titres aux championnats nationaux sur piste en 2017 et 2018. Sur le plan international, il obtient durant cette période des médailles aux championnats d'Asie juniors, ainsi qu'une médaille de bronze sur le keirin des mondiaux juniors de 2018, qui se sont déroulés à Aigle, en Suisse.
En octobre 2019, il devient champion d'Asie du kilomètre. En 2022, il décroche une médaille de bronze sur le tournoi de vitesse des championnats d'Asie. Il représente régulièrement son pays aux mondiaux, sur la Coupe du monde et sur la Coupe des nations, sans toutefois monter sur les podiums. En 2024, il est sélectionné pour les Jeux olympiques de Paris pour prendre part à la vitesse et au keirin.

## Palmarès sur piste

### Championnats du monde juniors
- Aigle 2018
  -  Médaillé de bronze du keirin

### Championnats d'Asie
- New Dehli 2017 (juniors)
  -  Médaillé de bronze de la vitesse par équipes juniors
- Nilai 2018 (juniors)
  -  Médaillé de bronze de la vitesse juniors
- Jincheon 2020
  -  Médaillé d'or du kilomètre
- New Delhi 2022
  -  Médaillé de bronze de la vitesse

### Championnats nationaux
- 2017
  -  Champion du Kazakhstan de vitesse juniors
- 2018
  -  Champion du Kazakhstan de vitesse par équipes
  -  Champion du Kazakhstan du keirin juniors
  -  Champion du Kazakhstan de vitesse juniors
- 2020
  -  Champion du Kazakhstan du kilomètre
  -  Champion du Kazakhstan de vitesse
- 2021
  -  Champion du Kazakhstan de vitesse par équipes
- 2023
  -  Champion du Kazakhstan du keirin